# Semantische Sättigung
Semantische Sättigung (auch verbale Sättigung) ist ein psychologisches Phänomen, bei dem die mehrfache Wiederholung eines Wortes zu einem temporären Bedeutungswandel oder -verlust führt. Bei vollständiger Sättigung wird das Wort nur noch als bedeutungslose Aneinanderreihung von Tönen ähnlich unbekannter Wörter aus Fremdsprachen empfunden.
Das Phänomen kann damit erklärt werden, dass die verbale Wiederholung ein spezifisches neurales Muster in der Großhirnrinde anregt, das für die Bedeutung des Wortes steht. Die wiederholte Erregung der Nervenzellen führt demnach zur neuronalen Inhibition, wodurch die Intensität jeder erneuten Anregung abgeschwächt wird.
Als Beispiel für dieses Phänomen kann die Verwendung der Wörter „Plan“ und „Asse“ in der Folge „Zwei Asse“ (Staffel 1/Folge 6) von Ted Lasso dienen.

## Geschichte und Erforschung
Leon Jakobovits James prägte den Ausdruck „semantische Sättigung“ in seiner Doktorarbeit 1962 an der McGill University. Zuvor wurde der Ausdruck „verbale Sättigung“ verwendet, um geistige Erschöpfung auszudrücken.
Jakobovits präsentierte mehrere Experimente, die die Funktionsweise des semantischen Sättigungseffekts bei verschiedenen kognitiven Aufgaben demonstrierten, wie z. B. das Bewerten von Wörtern und Zahlen, die in kurzer Zeit wiederholt werden, das Wiederholen von Wörtern und das anschließende Gruppieren in Konzepte, das Addieren von Zahlen nach der lauten Wiederholung und zweisprachige Übersetzungen von Wörtern, die in einer der beiden Sprachen wiederholt werden. In jedem Fall wiederholten die Probanden ein Wort oder eine Zahl für einige Sekunden und führten dann die entsprechende Aufgabe mit diesem Wort oder dieser Zahl aus. Es wurde gezeigt, dass das Wiederholen eines Wortes vor seiner Verwendung in einer Aufgabe die Aufgabe für die Probanden schwieriger machte.
Auch die Psychologen Lee Smith und Raymond Klein belegten diesen Effekt, indem sie Probanden Kategoriebegriffe, wie zum Beispiel „Möbelstück“, entweder drei- oder 30-Mal wiederholen und diesen anschließend bestimmte Wörter wie „Tisch“ zuordnen ließen. Es zeigte sich, dass bei seltenerem Wiederholen die Zuordnung schneller erfolgte.

## Anwendung
Jakobovits gibt mehrere Möglichkeiten an, sich semantische Sättigung zu Nutzen zu machen, beispielsweise die Verwendung in der Behandlung von Phobien durch systematische Desensibilisierung. Er argumentierte, dass „im Prinzip die semantische Sättigung als angewandtes Werkzeug überall dort funktionieren sollte, wo eine spezifizierbare kognitive Aktivität ein Verhalten vermittelt, das man ändern möchte.“